# Гійом Левассер де Боплан
Гійо́м (Вільгельм) Левассе́р де Бопла́н (фр. Guillaume Levasseur de Beauplan; бл. 1600 — 6 грудня 1673 або 1685) — військовий інженер-фортифікатор, картограф, архітектор, письменник французького походження. З початку 1630-х до 1648 перебував на службі у Сигізмунда ІІІ Вази, короля Речі Посполитої, у 1637–1638 роках взяв участь у поході Конєцпольського на Павлюка й Остряницю.
Творець першої карти України 1639 року на основі власних вимірів. Боплан мав справжній літературний хист, глибокі знання, про що свідчать також його неопубліковані доповіді та спогади, праці з математики та навігації. Завдяки картам Боплана, широко відомим у Європі, назва «Україна» остаточно утвердилася в картографуванні; з'явилася вона і на глобусі 1660—1670 рр. (автор глобуса — Корнеліус Блав).

## Життєпис
Гійом Левассер де Боплан народився близько 1600 року в місті Дьєпп у північної провінції Франції — Нормандії. Левассери становили досить поширену у Франції родину, що розділилася на багато гілок, кожна з яких носила особливу назву, згідно з назвою зайнятого нею маєтку. Один з Левассерів, ймовірно, батько Гійома, придбав від дворян Вінефей (Vinefay) маєток Боплан (Beauplan), чим і поклав початок утворенню нової дворянської лінії Левассер де Боплан (Levasseur de Beauplan). Час народження Гійома з точністю не відомий. Записавшись у молодості на військову службу, Гійом незабаром отримав довіру всесильного на той час маршала д'Анкра, який в 1616 році призначив його комендантом фортеці Пон-д'Арш у Нормандії. Відомостей про подальший хід військової служби Боплана у французьких військах не збереглося. Проте, можна припустити, що він залишався у Франції до падіння свого покровителя, маршала д'Анкра, тобто до 1624 року. Ці обставини, ймовірно, змусили Боплана шукати щастя в інших країнах (до того часу, ймовірно належить перебування Боплана в Індії і на острові Мадагаскар).
Наприкінці 20-х — початку 30-х років XVII століття де Боплан був запрошений польським королем Сигізмундом III Вазою на службу до Речі Посполитої як старший капітан артилерії і військовий інженер. Поява і досить тривале перебування Гійома де Боплана на українських землях була тісно пов'язана з тими планами і заходами, які приймала тоді Річ Посполита для захисту від ворогів своїх південних і південно-східних околиць. Зростаюча могутність сусідів, особливо Османської імперії, що з кожним роком все далі просувала свої кордони, як і постійні набіги кримських татар і козаків, сильно турбували уряд Речі Посполитої. Держава, усвідомлюючи всю небезпеку відкритого і незахищеного положення своїх південних кордонів, прагнула по можливості захистити їх, прикривши слабкі місця рядом фортець. З перебігом виконання цього плану на степовому прикордонні України виникає ціла мережа укріплень. Боплан був ревним виконавцем цього плану уряду Речі Посполитої. Протягом 16 або 17 років він мандрував Україною, зводячи та вибираючи необхідні місця для зведення фортець і різного роду перешкод для затримання ворога. Особливо багато попрацював Боплан над зведенням укріплень в прикордонній із степом смузі дніпровського правобережжя, що прикривала собою з півдня володіння Речі Посполитої. Окрім правої сторони Дніпра, Боплан часто бував і на лівій стороні — все з тією ж самою метою.
Підшукуючи зручні для укріплень місця, Боплан чудово ознайомився з топографією, етнографією, побутом, розташуванням України та найближчих до неї місцевостей. Невдовзі він уклав про це цікаві замітки. Крім того, за дорученням польського короля Владислава IV і коронного гетьмана Станіслава Конецпольського, Боплан складав докладну мапу України. Взимку 1646—1647 років брав участь у незвично важкій та невдалій «виправі» коронного гетьмана Миколая Потоцького проти татар на «Мурафському шляху».
29 березня 1647 був звільнений зі служби з невідомих причин. Напевно, через Гданськ, де зустрівся з Гельвецієм, повернувся до Франції. У Гданську перебував ще одного разу (ймовірно, 1650-го) у зв'язку зі укладанням мап.
За іншими даними, на початку повстання під проводом Богдана Хмельницького Боплан залишив службу в Речі Посполитій і повернувся на батьківщину до Руану. Справжні причини втечі Боплана з Речі Посполитої залишаються невідомими. Найбільш ймовірними причинами були тяжке положення Речі Посполитої в половині XVII століття унаслідок анархії у сфері адміністрації, суду, фінансів, військової справи і зневажливе ставлення нового польського короля Яна ІІ Казимира до справи Боплана.
Повернувшись додому, у 1650—1651 роках мав посаду «sergeant major» у місті Д'єп. У 1652 році повернувся до Руана, де проживав до кінця своїх днів.
У Франції Боплан взявся за обробку того матеріалу, який був зібраний на українських землях, і складанням спогадів про край, де він служив тривалий час. Наслідком цих праць були: твір про Україну, під заголовком «Description d'Ukrainie» і докладні карти України і Польщі.
Був двічі одруженим, з Марією Дуге, потім з Елізабетою Бовен.
Помер 6 грудня 1673 року, сповідуючи кальвінізм; вчений Антьйом (Anthiaume) стверджував, що 1685-го, після переходу на католицтво.

## Інженерні досягнення

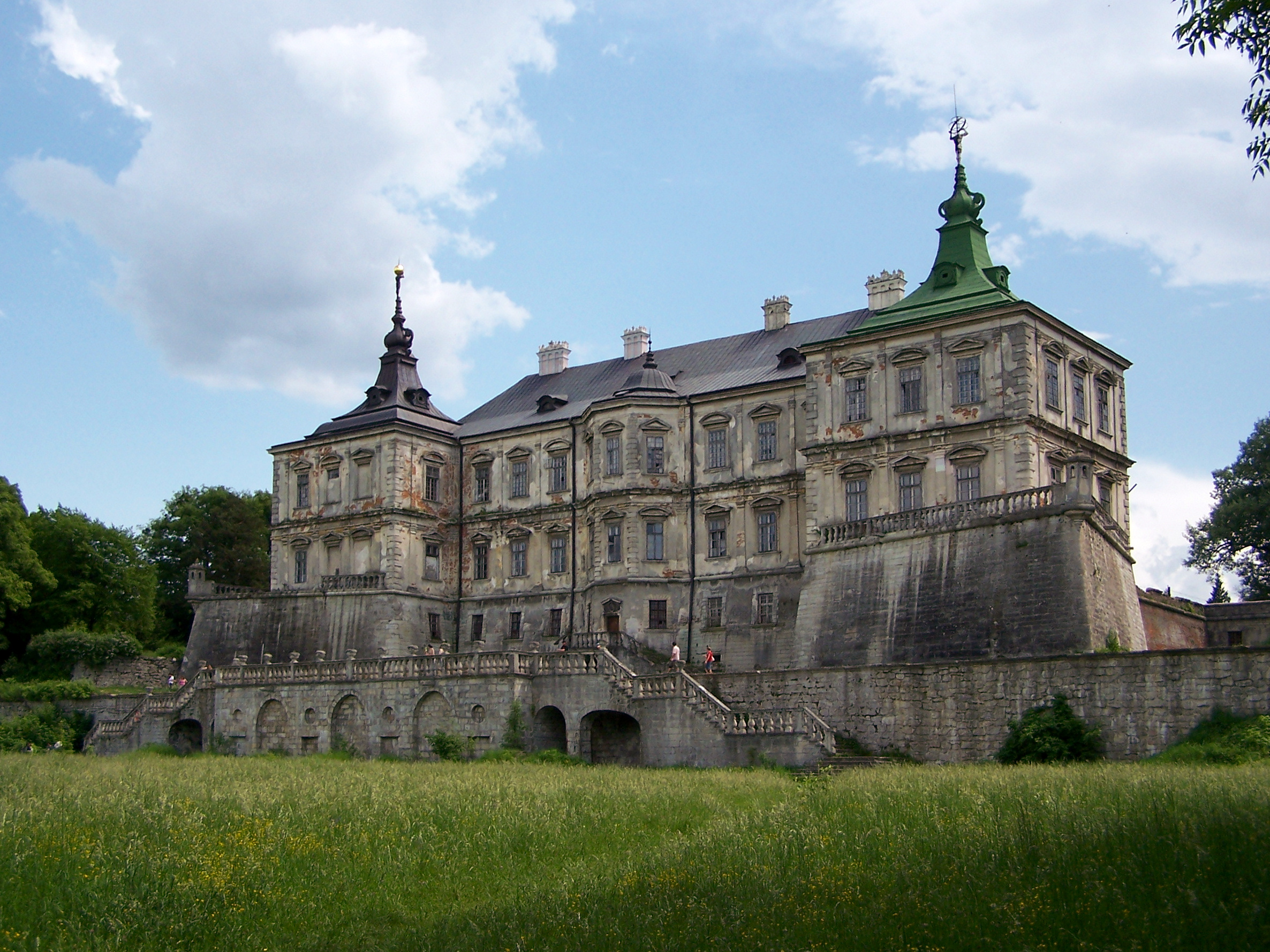
Підгорецький замок

На території сучасної України будував численні замки (наприклад, за однією із версій саме за його проектом у 1635-1640-х рр. збудовано Підгорецький замок й фортеці Бар, Броди, Кременчук). У 1635 за його проектом по наказу коронного гетьмана Станіслава Конецпольського була зведена фортеця Кодак на дніпровських порогах правого берега Дніпра з метою ізоляції козаків від правого берега на контролю над діями низовиків на спустошеному татарськими набігами лівому березі. Гійом Левассер де Боплан переконував у неприступності фортеці, проте в ході повстання Сулими (1635) фортеця все ж була зруйнована, на що Богдан Хмельницький потім влучно зауважив « що рука людська зробить, те й зруйнувати може». Після цього фортецю реставрували теж під очільництвом Гійома Левассера Де Боплана, проте повністю відновлена вже не була ніколи.

## Картографічні праці
Відомо 23 оригінальні картографічні твори Боплана, присвячені Україні, не враховуючи їхніх варіантів. Це план Кодацкої фортеці (1639 р.), Українська географічна карта (1639 р.), Генеральна карта України (1648 і 1660 рр.), Спеціальна карта України (1650 р.), карти Дніпра (опубліковані 1652 р.), 12 карт-ілюстрацій до «Опису України» (1652 р.). Усі вони зберігаються у шістнадцатьох бібліотеках чотирнадцяти міст, що належать вісьмом державам Європи. В Україні є примірник Генеральної карти України 1648 р. з доповненнями про події 1649 та 1651 рр. (у фондах Одеського краєзнавчого музею) та примірник цієї карти 1660 р. у складі «Опису України» Боплана 1660 р. (у фондах ЛНБ ім. В. Стефаника НАН України).

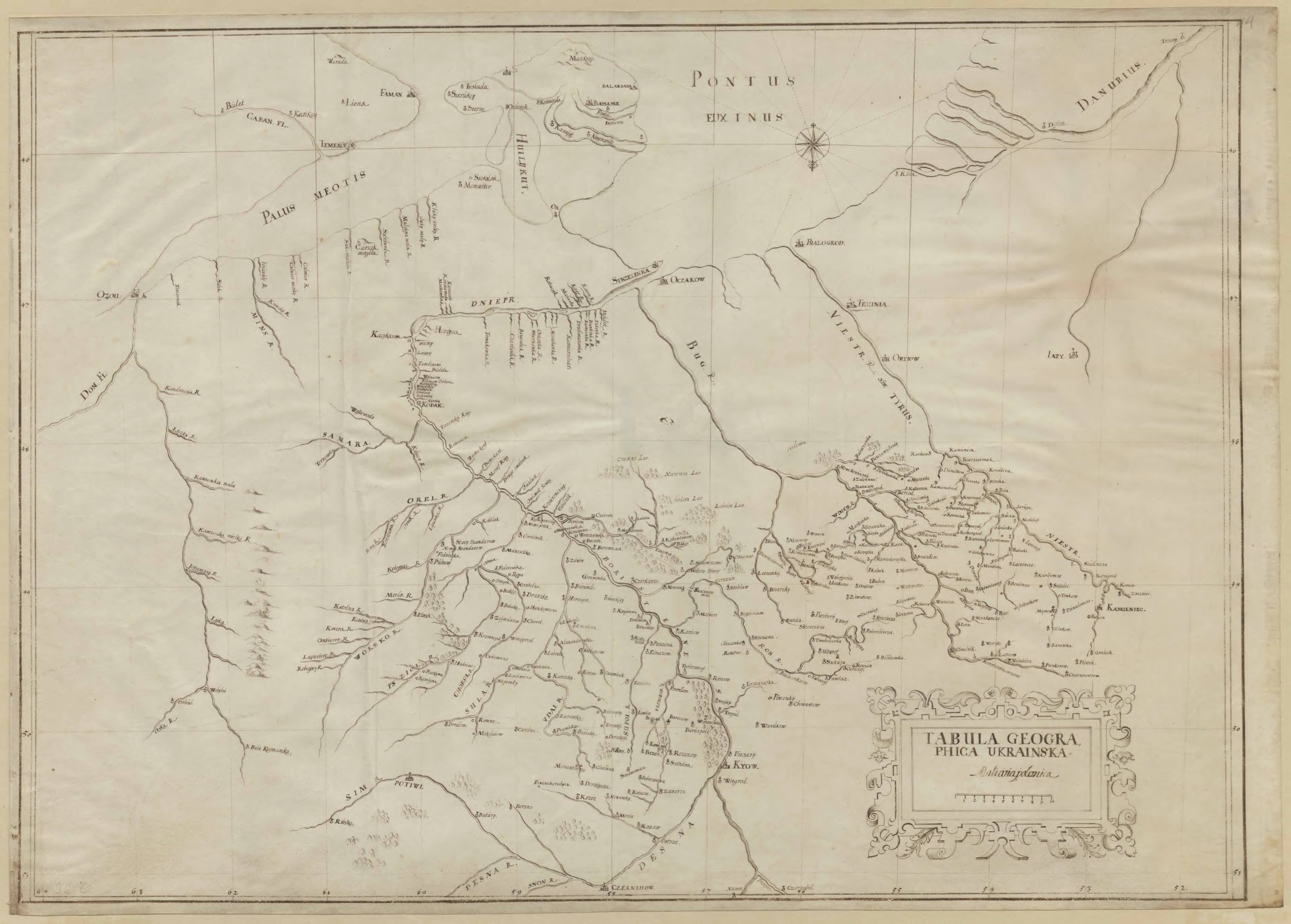
Карта «Tabula Geographica Ukrainska» (Українська географічна карта) Боплана, 1639

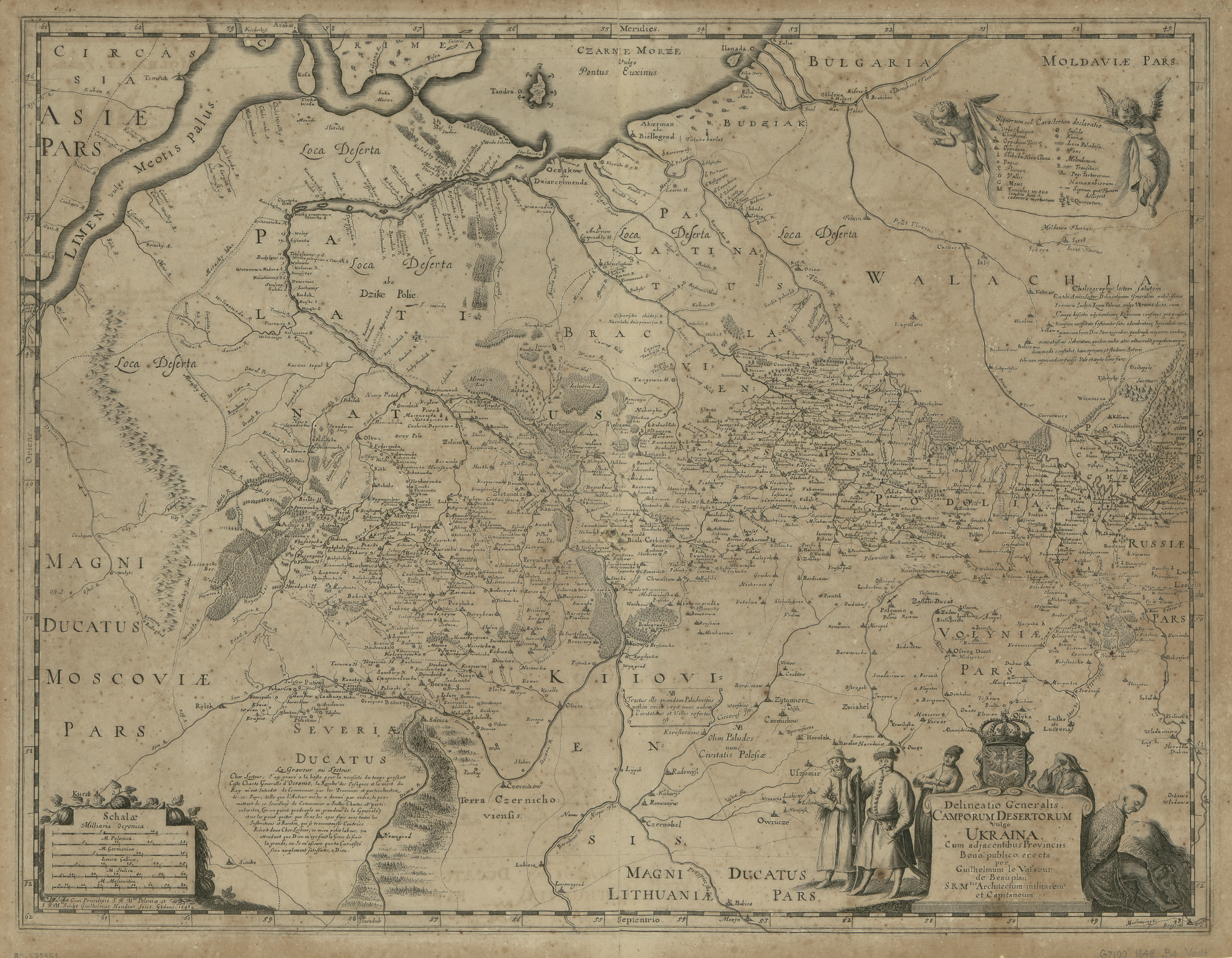
Генеральна карта України Боплана, 1648

Один із найвидатніших картографів XVII ст. Боплан створив перший варіант генеральної карти України 1639 року. Ця рукописна карта Tabula Geographica Ukrainska (Українська географічна карта, 44,5×62,5 см, масштабу 1:1500000) міститься в рукописному атласі Ф. Гетканта і на ній відображено 275 населених пунктів, 80 річок, 4 острови, 13 порогів, 4 ліси, 2 моря. Нині зберігається у Військовому архіві у Стокгольмі. Перше видання Генеральної карти України Delineatio Generalis Camporum Desertorum vulgo Ukraina. Cum adjacentibus Provinciis («Загальний план Диких полів, простіше кажучи України», південна орієнтація, 42×54,5 см, масштаб 1:1800000) було виконане славетним голландським гравером Гондіусом (В.Гондтом) і надруковане у Данцігу 1648 року.
На карті відображено 1 293 об'єкти, у тому числі 993 назви населених пунктів та 153 назви річок.
Відомо декілька варіантів генеральної карти. Так, видання 1660 року Carte d'Ukranie Contenant plusiers Prouinces comprises entre les Confins de Moscouie et les Limites de Transiluanie, гравійоване Ж.Тутеном у Руані як додаток до другого видання «Опису України» доповнена зображенням Кримського півострова. Дослідники виділяють 5 варіантів генеральної карти України 1648 і 6 варіантів карти 1660 року.

Спеціальна карта України Боплана, 1650

Основна картографічна праця Боплана Delineatio specialis et accurata Ukrainae. Cum suis Palatinatibus ac Distictibq, Provincycq adiacentibus (Спеціальний і докладний план України разом з належними до неї воєводствами, округами та провінціями, складається з 8 аркушів розміром 41,5×45 см кожен, загальний розмір 83х216 см, мастаб 1:450000). Загальна карта України вигравійована і надрукована 1650 у Данцігу В.Гондіусом. Це одна з перших середньомасштабних топографічних карт великої території в Європі. Відомо декілька примірників, що відрізняються між собою численними змінами та доповненнями.

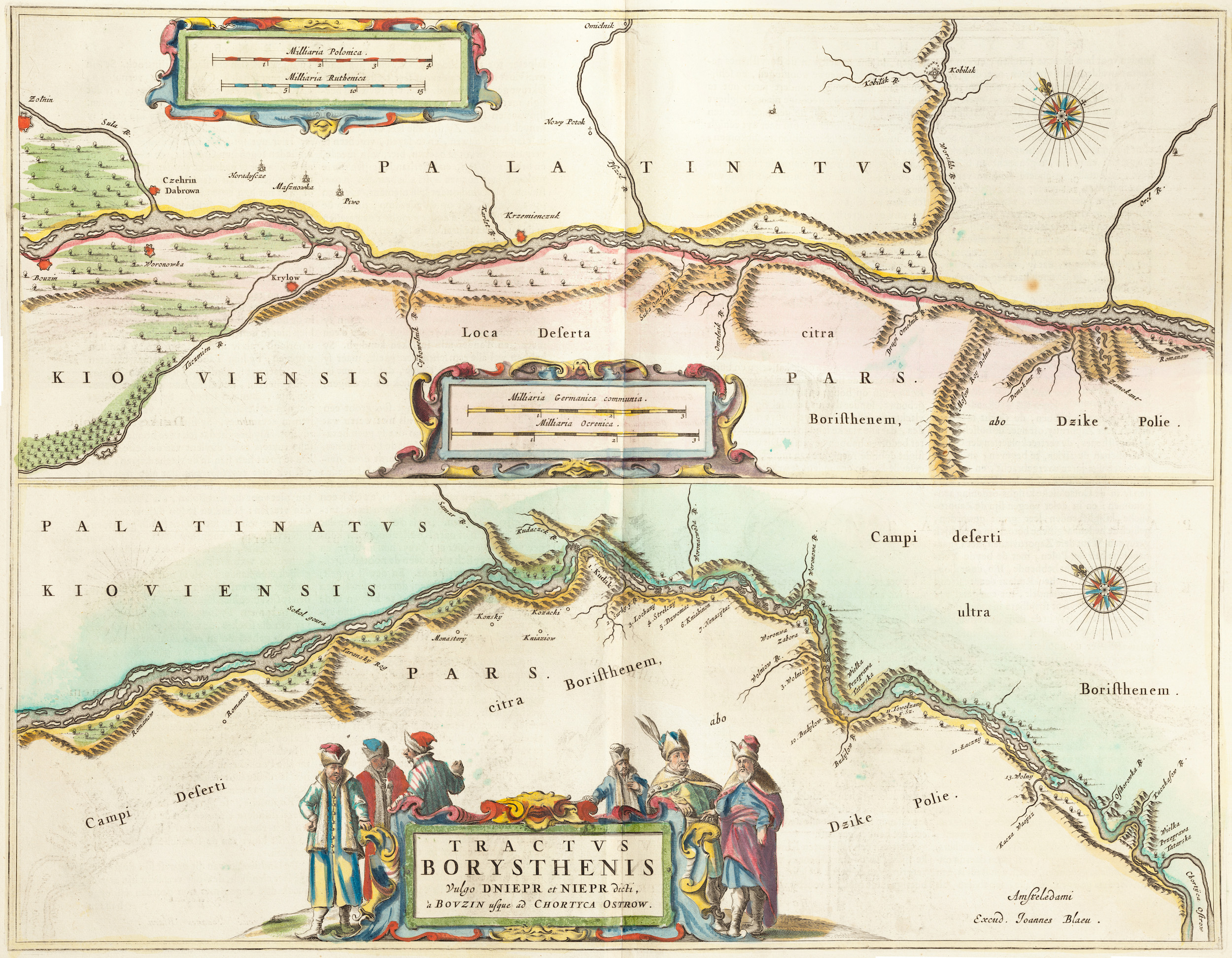
Карти Дніпра Боплана, 1662

1639 року Боплан проводив топографічну зйомку течії Дніпра і смуги прилеглої території. Уперше карти Дніпра Tractus Borysthenis були опубліковані 1662 року анонімно в Амстердамі на 3 аркушах у 2-му томі латинського видання атласу голландського картографа Яна Блау «Atlas Maior». Кожен аркуш ділиться на дві смуги; на шести смугах зображена течія Дніпра від Києва до Чорного моря. Перші два аркуші мали масштаб 1:232000, третій — 1:463000. Ці карти багато разів перевидавались у подальших виданнях атласу Й. Блау та атласах Йогана Янсоніуса і його наступників.
1639 р. Карта «Tabula Geographica Ukrainska» (Українська географічна карта). Формат мапи 44,5 × 62,5 см, масштаб 1:1 500 000...
1651 р. Карта «NOVA TOTIUS REGNI POLONIE MAGNIQ DUCATUS LITHUANIA CUM FUIS PALATINATIBUS AC CONFINIIS EXACTA DELINEATIO PER G. LE VAFFEUR DE BEAUPLAN S.R.MTIS ARCHITECTUM MILITAREM ET CAPITANEUM ANNO 1651» (Нова карта всього Польського королівства, Великого князівства Литовського з їхніми воєводствами…). Назва Україна (Ukraina) подана в межах Київського (Palatinatus Kyowienfis) та Брацлавського (Palatinatus Braclawienfis) воєводств....
1657 р. Карта «NOVA DESCRIPTIO TOTIUS REGNI POLONICI NEC NON. MAGNI DUCATUS LITHUANIAE CUM SUIS PALATINATIBUS CASTELLANIIS AC CONFINIIS» (Новий опис усього Польського королівства, а також Великого князівства Литовського з межами їхніх воєводств і каштеляній). Назва Україна (Ukraina) подана в межах Київського (Palatinatus Kyowienfis) та Брацлавського (Palatinatus Braclawienfis) воєводств. Між Чигирином та Кодаком назва — Kozacki (Козаки)....
Існують менш відомі картографічні роботи Боплана. Наприклад, невелика мапа Польщі з територіальним охопленням від Одеру до гирла Дону й від Ладоги до Криму, виявлена 1933 року К. Бучеком у краківській бібліотеці Чорторийських та 11 гравюр незакінчених карт до «Опису України», розміру 11×19 см, виявлені С.Гербстом у 1952 р.
Упродовж XVII і в першій половині XVIII ст. карти Боплана широко використовувалися в європейській картографії для відображення українських земель. Хоча назва «Україна» зустрічається на європейських картах і раніше, саме роботи Боплана сприяли її утвердженню в картографічній практиці.
Загалом перелік картографічних творів Боплана, присвячених Україні, які збережені до наших днів, налічує 23 оригінальні карти, не враховуючи їхніх варіантів. Це план Кодацької фортеці (1639 р.), Українська географічна карта (1639 р.), Генеральна карта України (1648 і 1660 рр.), Спеціальна карта України (1650 р.), карти Дніпра
(опубліковані 1662 р.), 12 карт-ілюстрацій до «Опису України» (1652 р.). Усі вони зберігаються у 16 бібліотеках, розташованих у 14 містах восьми держав Європи.

### «Опис України»

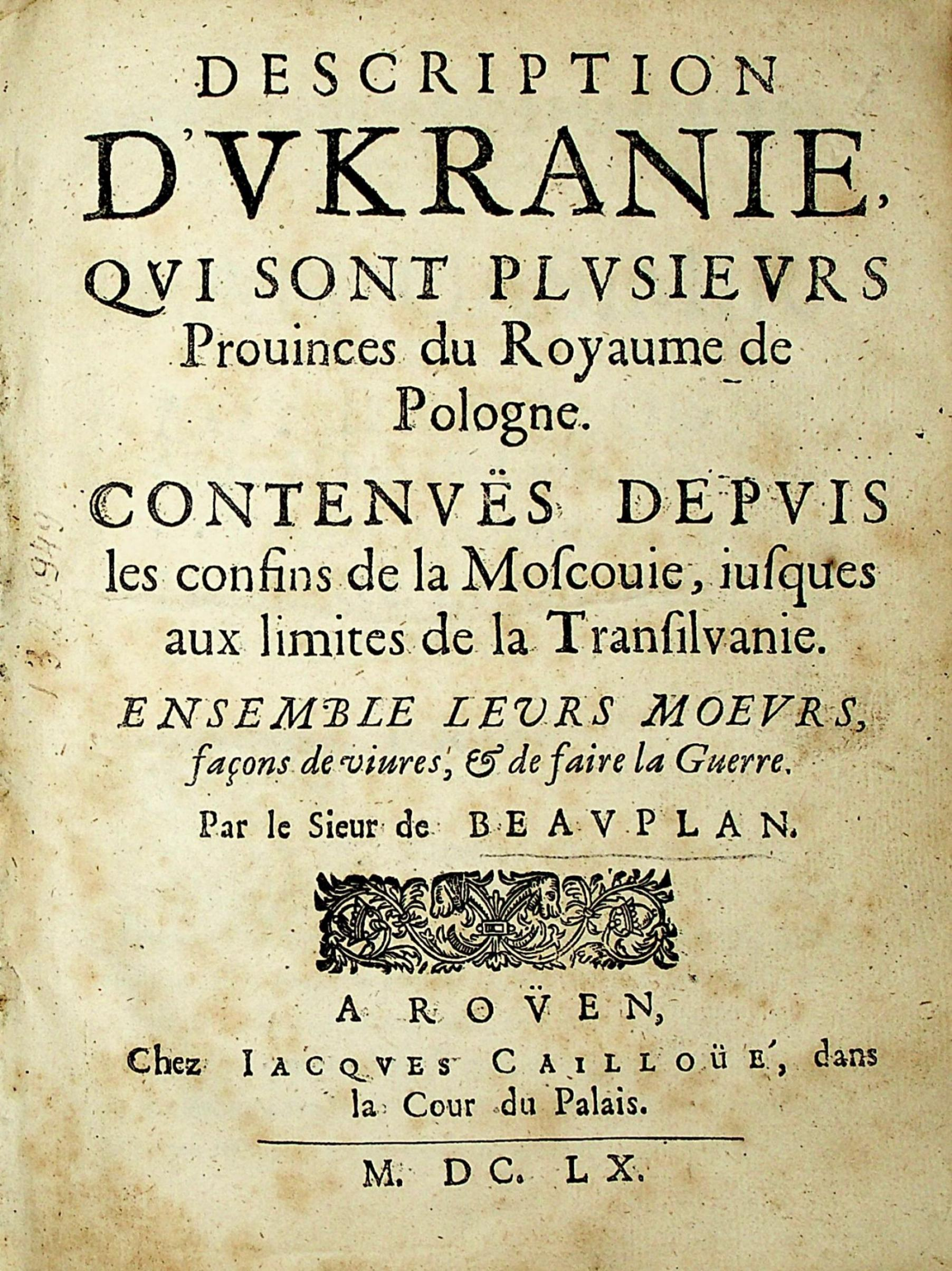
Титульна сторінка другого видання Опису України

У європейських країнах широко став відомий «Опис країн Королівства Польщі» (1-ше видання: «Description des contrées du Royaume de Pologne, contenues depuis les confins de la Moscowie, jusques aux limites de la Transilvanie. Par le Sieur de Beauplan», «Опис країн Королівства Польщі, що міститься від кордонів Московії до меж Трансільванії. Автор сьєр де Боплан» 1651; 2-ге доповнене видання, як коментар до карт України і Дніпра видав «Опис України»: «Description d'Ukranie, qui sont plusieurs provinces du Royaume de Pologne. Contenues depuis les confins de la Moscovie, iusques aux limites de la Transilvanie», «Опис України, кількох провінцій Королівства Польського, що простягаються від кордонів Московії до Трансильванії» Руан, 1660), який було перекладено англійською (1704), німецькою (1780), польсьською (1822), російською (1832) мовами, де автор подає відомості: історію, географію, культуру і етнографію України, про боротьбу українського народу проти польсьської шляхти, турків і татар, про запорозьких козаків, докладно описує дніпрові пороги та ін. 
«Опис країн Королівства Польщі», що вперше відкривав Україну для західного читача, викликав велике зацікавлення в Європі: перекладений англійською (1704), німецькою (1780), польською (1822), російською (1832) мовами. 
Праця Боплана була одним з джерел для відомої історичної праці П. Шевальє. Один з перших описав українські шлюбні традиції та залицяння. Про українців в козацьких хроніках відгукувався не дуже схвально:
 «Вони сповідують грецьку віру, яку по-своєму називають руською, дуже шанують святкові дні і дотримуються постів, які у них тривають 8 або 9 місяців на рік і полягають в утриманні від м'яса. Вони настільки вперті в дотриманні цієї формальності, що переконують себе, ніби порятунок [їхньої душі] залежить від зміни їжі. Зате, я гадаю, навряд чи жоден інший народ у світі давав би собі стільки волі у питті, як вони, бо не встигають протверезіти, як одразу (як-то кажуть) починають лікуватися тим, від чого постраждали. Однак усе це тільки під час дозвілля, бо коли вони воюють або коли задумують якусь справу, то вкрай тверезі. Окрім одягу, в них немає нічого простацького. Вони дотепні, кмітливі, винахідливі і щедрі, не прагнуть до великого багатства, але надзвичайно кохаються у своїй свободі, без якої не уявляють життя: саме через це вони такі схильні до бунтів та повстань проти місцевих вельмож, як тільки відчують утиски. Тому рідко минає 7-8 років без того, щоб вони не бунтувалися і не піднімалися проти них. Поза тим усім це люди віроломні, зрадливі, підступні, яким довірятись можна, лише добре розваживши.»
Перший український переклад Я. Кравця з'явився 1981 року. 

## Вшанування пам'яті
Вулиці Гійома Боплана існують в кількох населених пунктах України.
Вулиця Гійома де Боплана у місті Київ. 
Вулиця Бопланівська у місті Дніпро, Новокодацького району.
Вулиця Гійома Боплана у місті Вінниця.
Вулиця Гійома де Боплана у місті Нікополь.
Провулок Гійома Боплана у місті Кременчук.
У місті Первомайськ вулицю Дем'яна Бєдного перейменували на вулицю Гійома Левассера де Боплана.

## Праці Боплана
- Спеціальна мапа України Боплана
- Гійом Левассер де Боплан. Опис України. — Руан, 1660 (переклад Я. І. Кравця, З. П. Борисюк). [Архівовано 6 жовтня 2010 у Wayback Machine.]
- Guillaume Le Vasseur de Beauplan. Description d'Ukranie. — Rouen, 1660. [Архівовано 10 квітня 2021 у Wayback Machine.](фр.)
- Description d'Ukranie, qui sont plusieurs provinces du Royaume de Pologne. Contenues depuis les confins de la Moscovie, insques aux limites de la Transilvanie. Ensemble leurs moeurs, façons de viures, et de faire la Guerre. Par le Sieur de Beauplan [Архівовано 11 серпня 2020 у Wayback Machine.]. — A Rouen, Chez Jacques Cailloue, 1660.(фр.)
- Мапи Боплана, представлені в проекті Вкраїна [Архівовано 11 червня 2015 у Wayback Machine.]
- Мапа Поділля
- Мапа Чорної Русі (Західна Україна) [Архівовано 2 травня 2013 у Wayback Machine.]
- Боплан Г. Л. Описание Украины / Перевод З. Борисюк. — Москва, 2004. — 576 с. [Архівовано 21 жовтня 2014 у Wayback Machine.]
- Опис України / Г. Л. Боплан; пер. з фр. В. Косик. — Львів: Мета, 1998. — 179 с. — ISBN 7279-04-09
- Опис України, кількох провінцій Королівства Польського, що тягнуться від кордонів Московії до границь Трансільванії, разом з їхніми звичаями, способом життя і ведення воєн: пер. з фр. / Г. Л. Боплан; АН УРСР, Археогр. коміс., Ін-т історії, Ін-т сусп. наук, Укр. наук. ін-т Гарвард. ун-ту. — [1. вид.]. — К.: Наукова думка, 1990. — 254 с. — (Україна в міжнародних зв'язках: хроніки, мемуари, щоденники). — ISBN 5-12-002500-5
- Боплан, Гійом Левассер де. Опис України, кількох провінцій Королівства Польського, що простягаються від кордонів Московії до Трансильванії, разом з їхніми звичаями, способом життя і веденням воєн: пер. з руан. вид. 1660 р. / Гійом Левассер де Боплан; [пер. Л. В. Шабанова]. — К.: Стебеляк О. М., 2012. — 165 с.